# Brian Tyree Henry
Brian Tyree Henry (* 31. března 1982, Fayetteville, Severní Karolína, USA) je americký herec. Známým se stal díky roli rappera Alfreda „Paper Boie“ Milea v komediálně-dramatickém seriálu Atlanta (2016–2022), za nějž získal nominaci na cenu Emmy za nejlepšího herce ve vedlejší roli v komediálním seriálu.
Účinkoval také v seriálech Impérium – Mafie v Atlantic City (2013), Tohle jsme my (2017) a Vražedná práva (2017). Svůj filmový průlom zaznamenal v roce 2018 rolemi v kriminálním filmu Vdovy režiséra Stevea McQueena a romantickém dramatu Kdyby ulice Beale mohla mluvit režiséra Barryho Jenkinse. Následně se objevil ve filmech Joker (2019), Godzilla vs. Kong (2021), Žena v okně (2021), Eternals (2021), Bullet Train (2022) a Godzilla x Kong: Nové impérium (2024). Za roli truchlícího muže v dramatu Mosty (2022) obdržel nominaci na Oscara za nejlepšího herce ve vedlejší roli.
Vystupuje také na jevišti, svůj divadelní debut zaznamenal ve hře Romeo a Julie (2007) z produkce Shakespeare in the Park a účinkoval v mnoha hrách newyorského divadla The Public Theater předtím než se objevil v muzikálu The Book of Mormon (2011) na Broadwayi. Za svůj výkon v revivalu hry Lobby Hero získal nominaci na cenu Tony za nejlepšího herce ve vedlejší roli. 

## Dětství a mládí
Brian Tyree Henry se narodil ve Fayetteville ve státě Severní Karolína. Nejdříve nastoupil v Atlantě na Morehouse College, kde studoval podnikání, než přestoupil na herectví. Magisterský titul získal na Yaleově univerzitě.

## Herecká kariéra
Svou hereckou kariéru započal na divadle, kde debutoval na festivalu Shakespeare in the Park v produkci hry Romeo a Julie (2007). Dále hrál ve hře The Brother/Sister Plays. V roce 2011 byl členem souboru, který v divadle Broadway uvedl muzikál The Book of Mormon. Během této doby hrál menší role v seriálech Zákon a pořádek, Dobrá manželka nebo Impérium – Mafie v Atlantic City.
prorazil v roce 2016, kdy si vysloužil ocenění kritiků za pojetí role Alfreda „Paper Boie“ Milea v seriálu Atlanta. Za roli získal nominaci na cenu Emmy. Následně byl obsazen do vedlejší role v seriálu Boj o ředitelnu. V roce 2017 byl hostujícím hercem v seriálu Tohle jsme my, za své herectví si vysloužil další nominaci na cenu Emmy.
V roce 2018 dostal za svůj výkon v broadwayové hře Lobby Hero nominaci na cenu Tony.
Na stříbrném plátně prorazil v roce 2018 rolemi ve filmech Vdovy, Kdyby ulice Beale mohla mluvit a Spider-Man: Paralelní světy. Následně si zahrál ve velkofilmech Joker, Godzilla vs. Kong, Eternals nebo Bullet Train. V roce 2022 zazářil ve filmu Mosty. Role mu přinesla nominaci na Oscara za nejlepší mužský herecký výkon ve vedlejší roli.

## Filmografie

### Film
| Rok  | Název                                | Role                          | Poznámky                                                             |
| ---- | ------------------------------------ | ----------------------------- | -------------------------------------------------------------------- |
| 2015 | Portorikánci v Paříži                | Spencer                       |                                                                      |
| 2017 | Person to Person                     | Mike                          |                                                                      |
| 2017 | Crown Heights                        | Massup                        |                                                                      |
| 2018 | Irreplaceable You                    | Benji                         |                                                                      |
| 2018 | Family                               | Pete                          |                                                                      |
| 2018 | Hotel Artemis                        | Honolulu/Lev                  |                                                                      |
| 2018 | Mladý gangster                       | policista Mel „Roach“ Jackson |                                                                      |
| 2018 | Vdovy                                | Jamal Manning                 |                                                                      |
| 2018 | Kdyby ulice Beale mohla mluvit       | Daniel Carty                  |                                                                      |
| 2018 | Spider-Man: Paralelní světy          | Jefferson Davis (hlas)        |                                                                      |
| 2019 | Don't Let Go                         | Garret Radcliff               |                                                                      |
| 2019 | Dětská hra                           | detektiv Mike Norris          |                                                                      |
| 2019 | Joker                                | Carl                          |                                                                      |
| 2020 | The Outside Story                    | Charles Young                 |                                                                      |
| 2020 | Superintelligence                    | Dennis Caruso                 |                                                                      |
| 2021 | Godzilla vs. Kong                    | Bernie Hayes                  |                                                                      |
| 2021 | Žena v okně                          | detektiv Little               |                                                                      |
| 2021 | Vivo                                 | Dancarino (hlas)              |                                                                      |
| 2021 | Eternals                             | Phastos                       |                                                                      |
| 2022 | Bullet Train                         | Lemon/Mikan                   |                                                                      |
| 2022 | Mosty                                | James                         | nominace na Oscara za nejlepší mužský herecký výkon ve vedlejší roli |
| 2023 | Kouzelníkova slonice                 | Leo Matienne (hlas)           |                                                                      |
| 2023 | Spider-Man: Napříč paralelními světy | Jefferson Davis (hlas)        |                                                                      |
| 2024 | Godzilla x Kong: Nové imperium       | Bernie Hayes                  |                                                                      |
| 2024 | Transformers Jedna                   | D-16 / Megatron (hlas)        |                                                                      |
| 2024 | Flint Strong                         | Jason Crutchfield             |                                                                      |

### Televize
| Rok           | Název                            | Role                               | Poznámky                |
| ------------- | -------------------------------- | ---------------------------------- | ----------------------- |
| 2009          | Zákon a pořádek                  | Ben                                | 1 epizoda               |
| 2010          | Dobrá manželka                   | Randall Simmons                    | 1 epizoda               |
| 2013          | Impérium – Mafie v Atlantic City | Winston aka Scrapper               | 2 epizody               |
| 2014          | Knick: Doktoři bez hranic        | Larkin                             | 1 epizoda               |
| 2016–2022     | Atlanta                          | Alfred „Paper Boi“ Miles           | hlavní role             |
| 2016–2017     | Boj o ředitelnu                  | Dascius Brown                      | 3 epizody               |
| 2017          | Vražedná práva                   | obhájce                            | 1 epizoda               |
| 2017          | Tohle jsme my                    | Ricky                              | 1 epizoda               |
| 2017          | Drop the Mic                     | sám sebe                           | 1 epizoda               |
| 2018          | BoJack Horseman                  | Cooper Wallace, Jr. / Strib (hlas) | 1 epizoda               |
| 2018          | Pokoj 104                        | Arnold                             | 1 epizoda               |
| 2018–2019     | Drunk History                    | sám sebe / Berry Gordy             | 2 epizody               |
| 2021–dosud    | HouseBroken                      | Armando (hlas)                     | 9 epizod                |
| 2022          | Big Mouth                        | Elijah / Chief (hlas)              | vedlejší role (6. řada) |
| 2023          | Absolventi roku 2009             | Tayo Miller                        | hlavní role             |
| bude oznámeno | Sinking Spring                   | Ray                                | připravovaná minisérie  |